# Сухомлинове
Сухомли́нове — село Іванівської селищної громади Березівського району Одеської області в Україні. Населення становить 253 осіб.
В селі діє сільський клуб. Колишній орган місцевого самоврядування — Баранівська сільська рада.

## Населення
Згідно з переписом 1989 року населення села становило 208 осіб, з яких 89 чоловіків та 119 жінок.
За переписом населення 2001 року в селі мешкали 253 особи.

### Мова
Розподіл населення за рідною мовою за даними перепису 2001 року:
| Мова       | Відсоток |
| ---------- | -------- |
| українська | 83,79 %  |
| румунська  | 10,67 %  |
| російська  | 4,74 %   |
| болгарська | 0,4 %    |